# Travnik (monte)
Il monte Travnik con 2.3796 m s.l.m. è una cima della Catena Mangart-Jalovec.
| Controllo di autorità | VIAF (EN) 130773859 |